# 고고촌 (지바현)
고고촌(五郷村)은 지바현 조세이군에 설치되었던 촌이다. 현재의 모바라시 남부에 해당한다.
현재의 모바라시 동부에 위치하고 있다. 합병 후 신설된 오아자토고(大字東郷)와 모바라시립토고초등학교 등에 그 이름을 남기고 있다. 

## 역사
- 1889년 4월 1일 - 정촌제 시행에 의해 가미하부군 고고촌이 성립하였다.
- 1897년 4월 1일 - 가미하부군이 폐지되어 조세이군이 되었다.
- 1952년 4월 1일 - 조세이 군 모바라 정, 도고촌, 도요다촌, 니노미야혼고촌, 쓰루에촌과 합병해 모바라시가 신설되어 동일 고고촌은 폐지되었다.